# Euphitrea laticostata
Euphitrea laticostata là một loài bọ cánh cứng trong họ Chrysomelidae. Loài này được Chen & Wang miêu tả khoa học năm 1980.